# Chapada Diamantina nationalpark
Chapada Diamantina nationalpark (portugisiska: Parque Nacional da Chapada Diamantina) är en nationalpark i Brasilien. Den ligger i kommunen Mucugê och delstaten Bahia, i den östra delen av landet, 800 km öster om huvudstaden Brasília. Chapada Diamantina nationalpark ligger 1 301 meter över havet.
"Diamantina" syftar på diamanterna som hittades i bergskedjan Chapada Diamantina i mitten av 1800-talet. Terrängen är kuperad, och täcks i huvudsak av flora som tillhör biomet caatinga.

## Läge
Nationalparken finns i biomet caatinga och täcker 152 142 hektar.
Parken skapades genom dekret 91.655 17 september 1985, och administreras av  Chico Mendes Institute for Biodiversity Conservation.
Nationalparken täcker delar av kommunerna Palmeiras, Mucugê, Lençóis, Ibicoara och Andaraí i delstaten Bahia.

## Terräng
Nationalparken finns i Chapada Diamantina, en platå omgiven av branta klippor 41 751 km2 i centrala Bahia. Typiskt för platån är att dess höjd varierar mellan 500 och 1 000 m ö.h.
I de mer bergiga delarna finns ett flertal bergstoppar från 1 600 till 1 800 m ö.h. och ett fåtal mer än 2 000 m ö.h.
Platån bildar en vattendelare som dränerar den ena sidans vatten, så att det rinner ner i Rio de São Francisco och den andra sidans vatten rinner ner i Rio de Contas och Rio do Paraguaçu.
Nationalparken ligger i den kuperade bergskedjan Sincorá i den östra delen av platån, ett område av veckade och kraftigt eroderade strukturer. Bergskedjan är utsträckt i nordlig–sydlig riktning, och har en genomsnittlig bredd av 25 km. Den högsta punkten i nationalparken är också den högsta punkten i delstaten, den 2 036 meter höga Pico do Barbado. Både guld och diamanter har hittats i bergskedjan.

## Klimat
Bergen tvingar fuktig luft att röra sig västerut och uppåt från havet, vilket medför mycket regn, speciellt i öster.  Det finns många grottsystem som formats av floderna i området.

## Flora och fauna

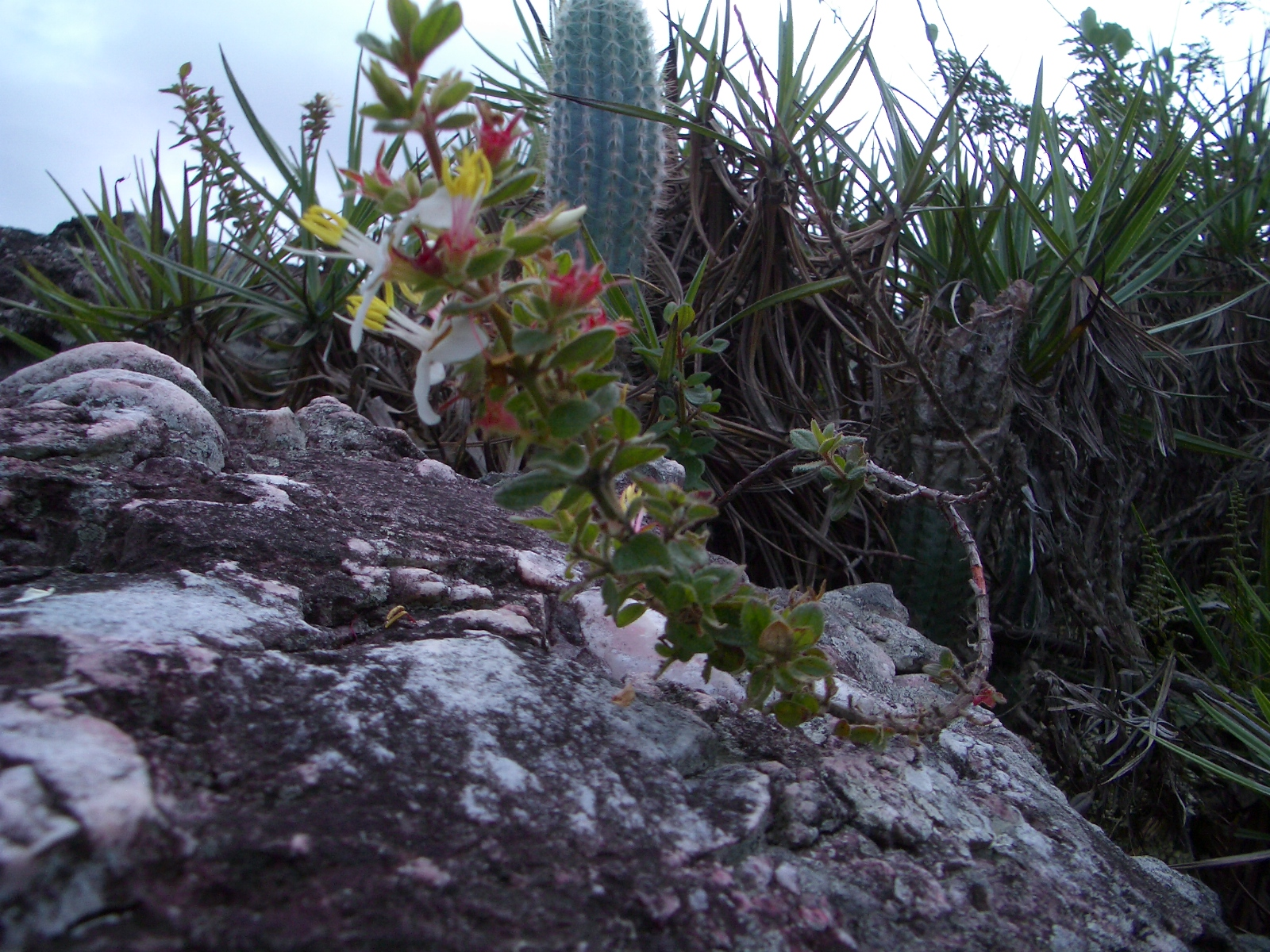
Typisk flora i Chapada Diamantina

Vegetationen består av typiska xerofila caatingabestånd på höjder från omkring 500 till 900 meter, med atlantskogsvegetation längs vattendragen, och ängar och steniga områden högre upp. Den endemiska floran består av orkidéerna Adamantinia miltonioides, Cattleya elongata, Cattleya tenuis, Cattleya x tenuata, Cleistes libonii och Cleistes metallina. Kolibrin hättvisirbärare (Augastes lumachellus) är endemisk.
Det finns få stora däggdjur, men däremot många små däggdjur, reptiler, groddjur, fåglar och insekter.

## Bevarande
Nationalparken klassas som rödlistad II (nationalpark). Dess syfte är att bevara naturliga ekosystem av stort ekologiskt intresse och dramatisk skönhet och möjliggöra vetenskaplig forskning, miljöutbildning, utomhusaktiviteter och ekoturism. Fåglar som är skyddade i reservatet är vithuvad vråk (Buteogallus lacernulatus), chacoörn (Buteogallus coronatus), bahialövtyrann (Phylloscartes beckeri), blåbröstad parakit (Pyrrhura cruentata) och bahiataggstjärt (Synallaxis whitneyi).
Andra skyddade arter är Callicebus barbarabrownae, puma (Puma concolor), jaguar (Panthera onca), dvärgtigerkatt (Leopardus tigrinus), jättebälta (Priodontes maximus) och jättemyrslok (Myrmecophaga tridactyla).

## Morro do Pai Inácio
Platåberget Morro do Pai Inácio är den mest kända formationen i parken. Berget är 1 120 meter högt och utsikten över parkens norra del är vidsträckt.

## Poço Encantado
Poço Encantado betyder 'Den förtrollade brunnen'. Den är koboltblå och ligger längst ner i en djup grotta.

## Cachoeira do Buracão
Cachoeira do Buracão är ett vattenfall i nationalparkens södra utkant. Vattnet faller 120 meter ner i en bassäng. Efter vattenfallet rinner floden vidare genom en djup ravin.